# Andrew Priddy

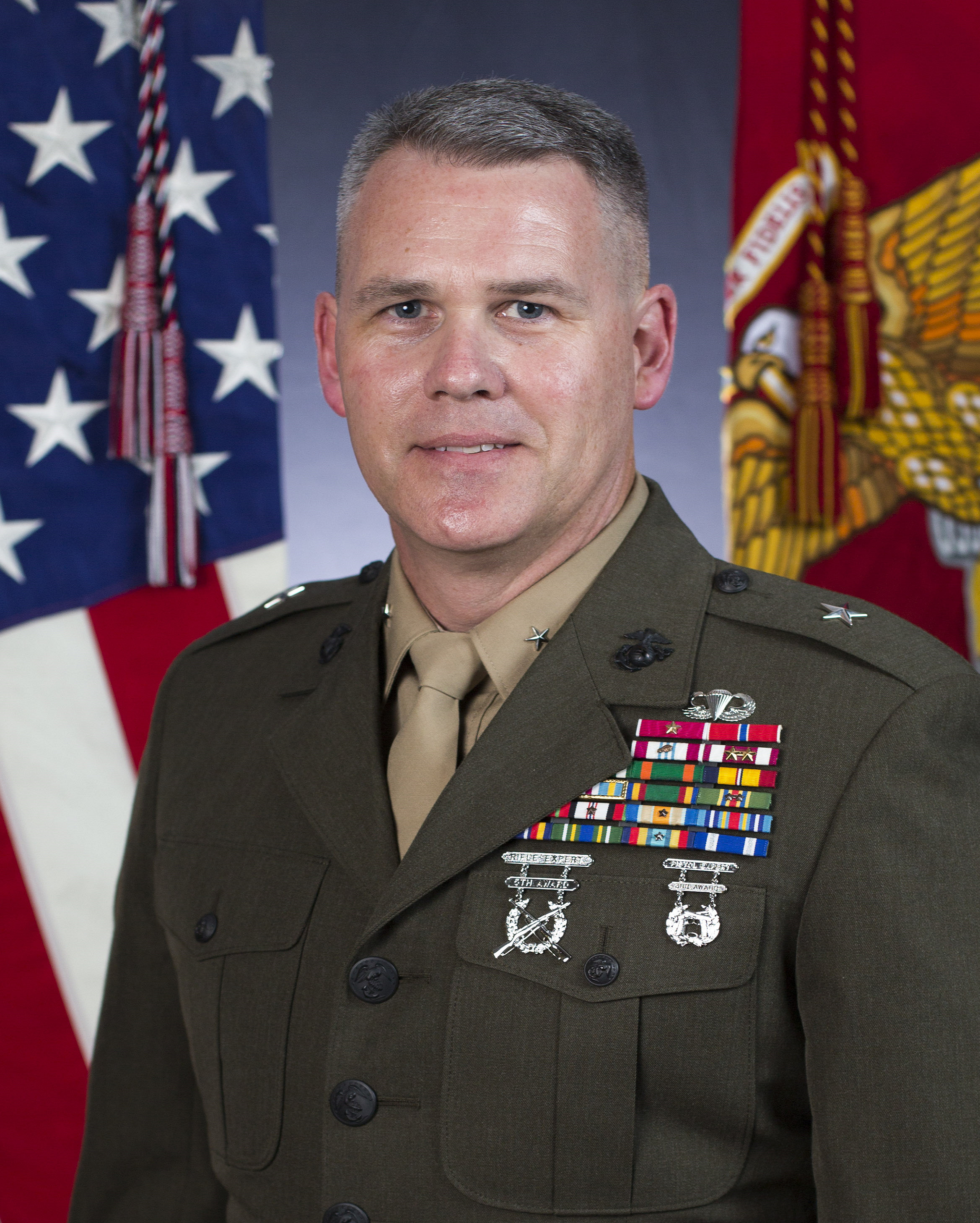
Andrew Priddy, offizielles Porträt als Kommandeur 2d Marine Expeditionary Brigade

Andrew Priddy ist ein Brigadegeneral der USMC. Seit Mai 2024 ist er Chef des Stabes der Naval Striking and Support Forces NATO. Davor war der General Kommandeur der 2nd Marine Expeditionary Brigade.
Priddy schloss 1995 die U.S. Naval Academy mit einem Bachelor of Science in Ocean Engineering ab.